# Pseudoleistes virescens

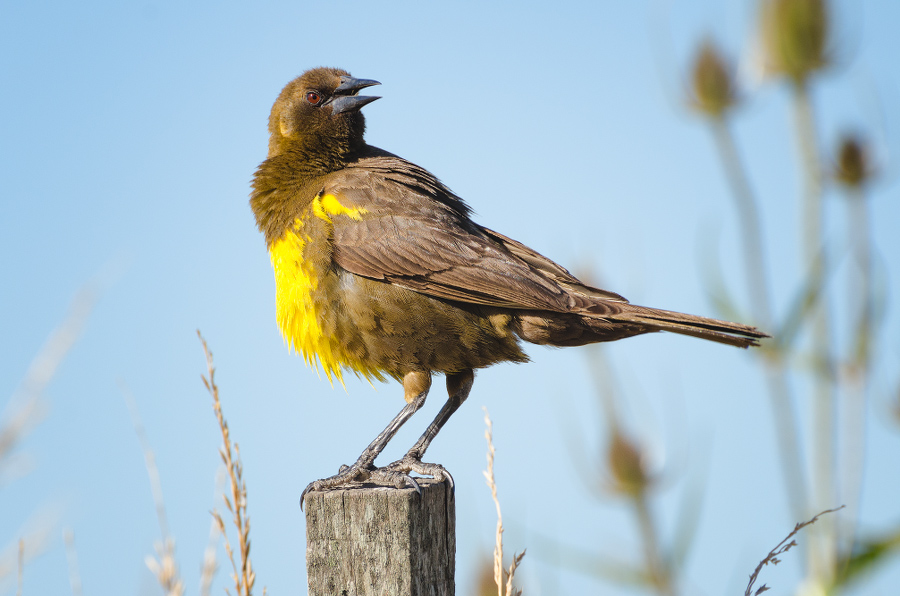
Pseudoleistes virescens

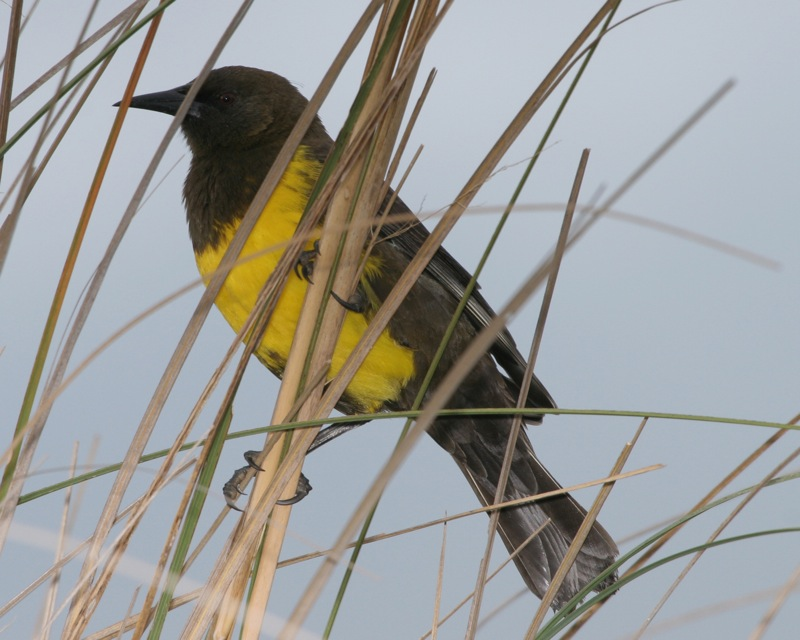
Pseudoleistes virescens

El pecho amarillo chico (Pseudoleistes virescens), también conocido como tordo pechiamarillo, cuarentitrés y tordo treinta, es una especie de ave paseriforme de la familia Icteridae propia del sudeste de Sudamérica. Vive en bandadas grandes o medianas, a veces junto al tordo renegrido (Molothrus bonariensis).

## Descripción
Mide entre 20 y 22 cm. No presenta dimorfismo sexual, por lo que tanto el macho como la hembra son de color pardo oscuro, casi negro, con cierta tonalidad olivácea, a excepción del pecho que es amarillo, siendo esto lo que le da el nombre. Una descripción más detallada podría describir al pecho amarillo chico con la cabeza, y el cuello de un color pardo oscuro, al igual que el dorso y la cola, mientras que el pecho y la zona bajo las alas más próxima al mismo son amarillas. También son amarillos los hombros, sólo visibles en pleno vuelo. Presenta ojos pequeños de color negro. El pico es grande y de fisionomía generalista, ideal para el comportamiento omnívoro de esta ave, siendo de color negro carbón, al igual que sus patas y uñas. Muestra un gran parecido con su familiar más próximo, Pseudoleistes guirahuro, la única especie con la que comparte género, siendo P. guirahuro de mayor tamaño, y presentando de color amarillo, además del pecho, también la parte baja del dorso (rabadilla).

## Etología

### Alimentación
El pecho amarillo chico se alimenta de insectos, crustáceos, lombrices, larvas y de semillas, que cazan o buscan en bandadas, cerca de lagunas o bañados, mientras uno de ellos vigila posado sobre la vegetación acuática o sobre la rama de un árbol.

### Vuelo
Presentan un vuelo bajo con repetidos aleteos y planeos cortos. 

### Dormideros
Cuando cae el atardecer, las bandadas buscan refugio en los montes o pastizales.

## Depredadores
Los principales depredadores naturales de esta especie son las aves rapaces, tales como el chimango (Milvago chimango), el águila mora (Geranoaetus melanoleucus), el taguato común (Buteo magnirostris), los hurones y la comadreja overa (Didelphis albiventris).

## Voz
Cuando no se encuentra en peligro, su voz está compuesta por silbos y chirridos agudos; cuando lo está, eleva esos pitidos para alertar a la bandada.
En vuelo, cantan varias a la vez y en forma discontinua.

## Reproducción
A partir del mes de septiembre u octubre, los pecho amarillo chicos empiezan a formar pareja, y su época reproductiva finaliza en noviembre o diciembre.
Construyen un nido con forma de taza, fabricado con ramas y tallos revocado con barro o excremento que es posteriormente colocado sobre arbustos. La hembra coloca de 4 a 6 huevos blancos con machas parduzcas-rojizas. A veces, los nidos llegan a ser parasitados por el Molothrus bonariensis y hasta llegan a ser abandonados.

## Distribución y hábitat
Habitan en pastizales, juncales y matorrales. Generalmente se lo encuentra cerca de lagunas y bañados.
En América del Sur, se distribuye por Argentina en las provincias de Córdoba, San Luis, Chaco, Corrientes, Entre Ríos, Santa Fe y Buenos Aires; ocasionalmente, se registró en Jujuy, Santiago del Estero y en Tucumán. En Brasil, se distribuye por Santa Catarina y Río Grande do Sul. Se encuentra, además, por el Uruguay. 
En América central, se distribuye en México, principalmente en los estados de Veracruz, Tabasco, Chiapas, Campeche, Yucatán y Quintana Roo.

## Situación ecológica
Pese a las capturas comerciales ilegales, el pecho amarillo chico está en equilibrio ecológico, pero si éstas siguen, podría llegar a desequilibrarse ecológicamente.